# Economia d'Itàlia

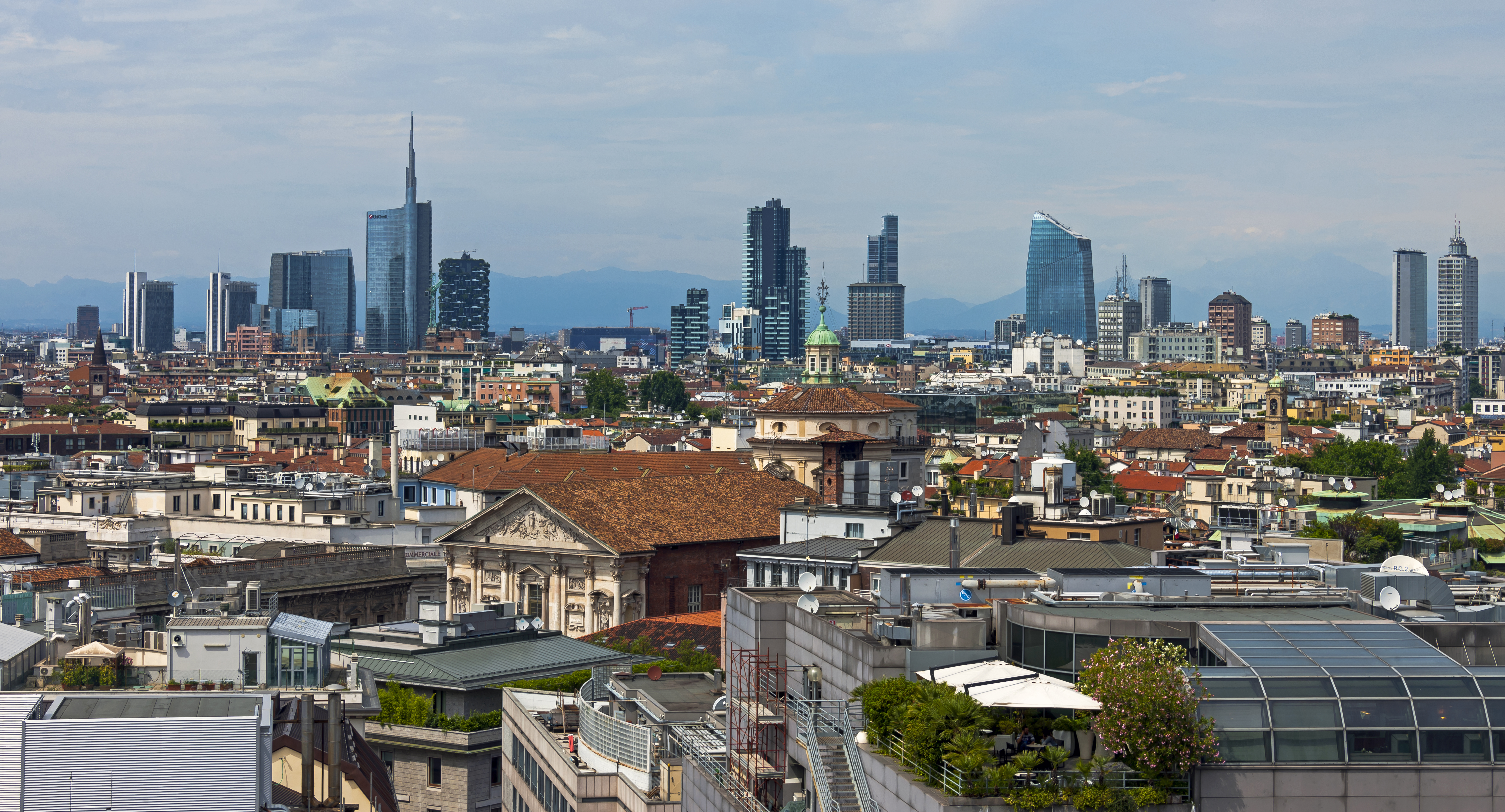
El districte financer de Milà "Porta Nuova Garibaldi".

L'economia italiana, segons el càlcul del seu Producte interior brut en paritat de poder adquisitiu és la vuitena més gran del món, i la quarta més gran d'Europa. D'acord amb l'Organització per a la Cooperació i el Desenvolupament Econòmic, el 2004 Itàlia va ser el sisè exportador més gran de béns manufacturats. L'economia està dividida en dues àrees: un nord industrialitzat, dominat per les empreses privades, i una àrea menys desenvolupada principalment agrícola al sud. L'economia submergida, segons el Ministeri de Finances, s'ha estimat que representa prop del 6% del PIB oficial.
Itàlia posseeix una economia industrial capitalista diversificada, amb pràcticament la mateixa renda per capita que França i el Regne Unit. S'observa una diferència entre el nord industrial i desenvolupat, l'economia de la qual està dominada per les empreses privades, i el sud agrícola, menys desenvolupat i depenent del suport governamental amb una taxa d'atur del 20%. La major part de les matèries primeres necessàries per a la indústria són importades així com més del 75% de l'energia.
Al llarg de l'última dècada, Itàlia ha implementat una política fiscal estricta per assolir els requeriments de les Unions Monetàries i Econòmiques; la inflació i les taxes d'interès s'han mantingut a nivells baixos. El govern actual ha implementat nombroses reformes per tal de millorar la competitivitat i el creixement a llarg termini. Tanmateix, la implementació d'altres reformes a curt termini, com ara reduir la càrrega fiscal i reformar el sistema de pensions, encara són un repte, ateses la desacceleració econòmica i l'oposició dels sindicats. El 2006 l'economia va créixer marginalment i la taxa d'atur encara era elevada.

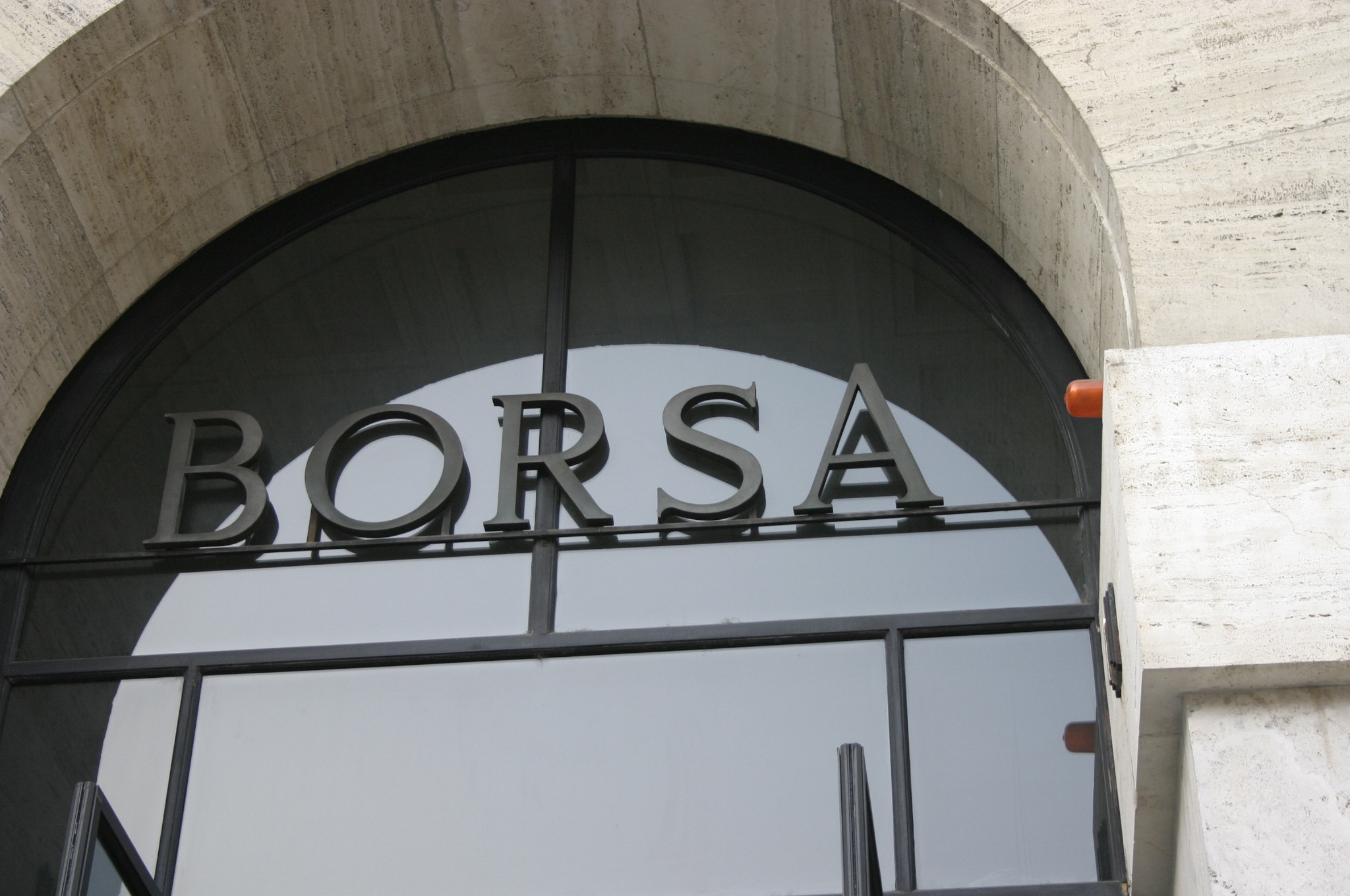
La Borsa de Milà és el mercat de valors més important d'Itàlia

El 2007, el govern italià va implementar diverses reformes importants en el sistema tributari. Primerament, va reduir la taxa del cohort més elevat de l'impost sobre la renda al 43%. També, va incrementar la capacitat tributària de les regions i els municipis. Tanmateix, l'impost a les empreses, del 33% no ha estat canviat des del 2004. Les regions gaudeixen també de la capacitat de recaptar impostos per a finançar els serveis de sanitat que varia entre el 4,25 i el 5,25%.
El valor total dels béns exportats el 2006 va ser de 332.000 milions d'euros i el valor de les importacions va ser de 341.000 milions d'euros, amb un dèficit comercial de 9.000 milions d'euros, mentre que el compte corrent també va mostrar un dèficit de 37.700 milions d'euros, equivalent al 2,6% del Producte interior brut.